# Gewoon Vrienden
Gewoon Vrienden (também conhecido como Just Friends) é um filme neerlandês que aborda o tema LGBT, protagonizado por Josha Stradowski e Majd Mardo. Foi criado e dirigido por Ellen Smit, com roteiro de Henk Burger e com produção de Roen Kiewik, Denis Wigman e Marijn Wigma. Foi lançado mundialmente em 7 de março de 2018 pela Telefilm.

## Sinopse
O filme conta a história de Joris e Yad, juntos os dois vivem uma história de amor sem se preocupar com o julgamento da sociedade, mas eles acabam enfrentando algumas dificuldades pelo caminho. Yad desempregado vai trabalhar na casa da avó de Joris, os dois acabam ficando amigos, depois disso eles acabam se apaixonando, mas a mãe Joris acaba tentando atrapalhar esse romance, por achar que Yad é interesseiro.

## Elenco
- Josha Stradowski como Joris [5]
- Majd Mardo como Yad [6]
- Tanja Jess como Simone
- Mohamad Alahmad
- Younes Badrane
- Aydin Balci
- Monique Barendrecht
- Rutger Beugeling